# 宮古街道
宮古街道（みやこかいどう）は、岩手県盛岡市と同県宮古市を結ぶ街道。別称「閉伊街道」（へいかいどう）。三陸海岸と内陸を結ぶ役割を果たし、現代の国道106号とほぼ重なり、鉄道の山田線が並走する。

## 概要
江戸時代の南部藩治世下、盛岡城下町と、代官所のある閉伊郡宮古村や、盛岡藩の外港としての宮古湊のあった浦鍬ヶ崎村とを結ぶ盛岡藩領の脇街道であった。沿岸の海産物を内陸に運び、帰りの牛馬に米や雑穀を積んで運ぶ「五十集の道」とも呼ばれる流通ルートでもあった。
盛岡城下の鉈屋町で遠野街道から分岐する。当初は、盛岡城下から簗川、区界峠を越えて閉伊郡に入り、閉伊川水系に沿って門馬、茂市を通り、宮古に至る。起伏の多い山道が街道として使われ、道筋が幾重にも拓かれ、時代によって付け替えや改修が繰り返され、次第に閉伊川川沿いのルートとなっていった。
宝暦5年（1755年）頃から牧庵鞭牛和尚によって平津戸～蟇目間が改修整備され、文政6年（1823年）には五戸の豪商藤田武兵衛によって新道が開削改修した。
文化年間（1804-1817年）以降は異国船への海岸防備のため改修工事が行われている。
明治4年（1871年）、岩手県令島惟精により、道路幅を7.3mに拡張して県道に編入にした。

### 五十集問屋
三陸沿岸などで領内消費に廻された海産物を、現地で集荷し、消費地に供給するのは五十集問屋（いさばどんや）であった。盛岡城下の五十集問屋の場合、郊外より城下街に出入りする出入口に五十集荷物改所を設置し、出入荷物を検査している。売買は、定められた市日によって取引されたらしく、また必ずしも現金取引でなく、米穀との交換が行われ、交換された米・粟・雑穀などが、戻り荷（帰還の際の荷物）となる場合の課税率も規定されていた。

## 宿場・伝馬継所
『邦内貢賦記』天和年間（1681 ～ 1684年）
- 盛岡城下（岩手県盛岡市）　（岩手郡盛岡）
- 築川　　（岩手県盛岡市）　（岩手郡簗川村）
- 田代　　（岩手県宮古市）　（閉伊郡田代村）
- 門馬　　（　〃　　〃　）　（閉伊郡門馬村）
- 平津戸　（　〃　　〃　）　（閉伊郡平津戸村）
- 川内　　（　〃　　〃　）　（閉伊郡川内村）
- 箱石　　（　〃　　〃　）　（閉伊郡箱石村）
- 川井　　（　〃　　〃　）　（閉伊郡川井村）
- 古田　　（　〃　　〃　）　（閉伊郡古田村）
- 腹帯　　（　〃　　〃　）　（閉伊郡腹帯（はらたい）村）
- 茂市　　（　〃　　〃　）　（閉伊郡茂市（もいち）村）
- 蟇目　　（　〃　　〃　）　（閉伊郡蟇目（ひきめ）村）
- 花原市　（　〃　　〃　）　（閉伊郡花原市（けばらいち）村）
- 根城　　（　〃　　〃　）　（閉伊郡老木村根城（ねじょう））
- 田鎖　　（　〃　　〃　）　（閉伊郡田鎖（たくさり）村）
- 千徳　　（　〃　　〃　）　（閉伊郡千徳（せんとく）村）
- 宮古　　（岩手県宮古市）　（閉伊郡宮古村）

## 関所・番所
- 簗川番所（岩手郡簗川村、現在は盛岡市の一部）

## 一里塚
- 高畑
- 大塚
- 大倉峠
- 築川
- 猿石

## 峠
- 大倉峠　高畑－川目
- 区界峠　築川－田代
- 大峠　平津戸－川内

## 参考資料
- 『岩手県史 第五巻 近世篇 2』岩手県、1963年1月30日。
- 「角川日本地名大辞典」編纂委員会『角川日本地名大辞典 3 岩手県』角川書店、1985年3月8日。ISBN 4040010302。
- 細川計『街道の日本史 6 南部と奥州道中』吉川弘文館、2002年5月20日。ISBN 4-642-06206-8。